# Ligota Łabędzka
Ligota Łabędzka (deutsch Ellguth, Ellguth von Gröling) ist eine Ortschaft in Oberschlesien. Sie liegt in der Gemeinde Rudziniec (Rudzinitz) im Powiat Gliwicki (Landkreis Gleiwitz) in der Woiwodschaft Schlesien.

## Geschichte
Der Ort entstand spätestens im 13. Jahrhundert und wurde 1297 erstmals urkundlich erwähnt.
Bis zur Auflösung des Kreises gehörte das Dorf zum Kreis Slawentzitz. Der Ort wurde 1783 im Buch Beyträge zur Beschreibung von Schlesien als Ellgoth erwähnt und lag im Kreis Tost des Fürstentums Oppeln. Damals hatte er 120 Einwohner, zwei Vorwerke, einige Bauern und 21 Gärtner. 1865 bestand Ellgoth von Gröling aus einem Rittergut und einem Dorf. Das Rittergut mit dem dazugehörigen Vorwerk Niederhof gehörte seit 50 Jahren der Familie von Gröling. Der Ort hatte zu diesem Zeitpunkt vier Bauern, 21 Gärtner und zwei Häusler, sowie einen Müller mit einer zweigängigen Mühle. Die Einwohner waren nach Laband eingepfarrt und nach Brzezinka eingeschult.
Bei der Volksabstimmung in Oberschlesien am 20. März 1921 stimmten vor Ort 50 Wahlberechtigte für einen Verbleib Oberschlesiens bei Deutschland und 108 für eine Zugehörigkeit zu Polen. Ellguth verblieb nach der Teilung Oberschlesiens beim Deutschen Reich. Bis 1945 befand sich der Ort im Landkreis Tost-Gleiwitz.
1945 kam der bis dahin deutsche Ort unter polnische Verwaltung und wurde anschließend der Woiwodschaft Schlesien angeschlossen und ins polnische Ligota Kradziejowska umbenannt. 1950 kam der Ort zur Woiwodschaft Kattowitz. 1983 wurde der Ort in Ligota Łabędzka umbenannt. 1999 kam der Ort zum wiedergegründeten Powiat Gliwicki und zur Woiwodschaft Schlesien.

## Bauwerke
- Marienkapelle aus dem Jahr 1934
- Steinernes Wegkreuz aus der Zeit um 1920
- Ruinen des Schlosses